# گیوی ماتچاراشویلی
گیوی ماتچاراشویلی (به گرجی: გივი მაჭარაშვილი،  زادهٔ ۱۷ مهٔ ۱۹۹۷) یک کشتی‌گیر آزادکار اهل کشور گرجستان است.
از افتخارات وی می‌توان به کسب مدال نقره بازی‌های المپیک ۲۰۲۴ پاریس و مدال برنز قهرمانی کشتی جهان ۲۰۲۲ و  قهرمانی کشتی جهان ۲۰۲۳ اشاره کرد.

## فعالیت حرفه‌ای

### قهرمانی کشتی جهان ۲۰۲۲
ماتچاراشویلی در وزن ۹۷ کیلوگرم کشتی آزاد قهرمانی کشتی جهان ۲۰۲۲ بلگراد شرکت کرد، او در مسابقه های اول تا سوم لوكاس كراسوسكاس از لیتوانی، مامد ابراگیموف از قزاقستان و ماگومدگادجی نوروف از مقدونیه را شکست داد اما در نیمه نهایی به باتیربک تساکولوف از اسلواکی باخت و به دیدار رده‌بندی رفت. وی در دیدار رده‌بندی ولادیسلاو بایتسایف از مجارستان را شکست داد و مدال برنز را بدست آورد.

### قهرمانی کشتی جهان ۲۰۲۳
ماتچاراشویلی در وزن ۹۷ کیلوگرم کشتی آزاد قهرمانی کشتی جهان ۲۰۲۳ بلگراد شرکت کرد، او در مسابقه های اول تا سوم ماگومدگادجی نوروف از مقدونیه، احمد باتایف از بلغارستان و علیشیر یرگالی از قزاقستان را شکست داد اما در نیمه نهایی به ماگومدخان ماگومدوف از آذربایجان باخت و به دیدار رده‌بندی رفت. وی در دیدار رده‌بندی ابراهیم چیفتچی از ترکیه را شکست داد و مدال برنز را بدست آورد.

### المپیک ۲۰۲۴ پاریس
ماتچاراشویلی در وزن ۹۷ کیلوگرم کشتی آزاد المپیک ۲۰۲۴ پاریس حاضر بود که نیکولاس دی لانگ از آفریقاجنوبی، مورازی مچدلیدزه از اوکراین و محمدخان محمدوف از آذربایجان را شکست داد و به فینال رسید. وی در دیدار نهایی به احمد تاژدینوف از بحرین باخت و به مدال نقره رسید.